# Seleção Irlandesa de Basquetebol
A Seleção Irlandesa de Basquetebol é a equipe que representa a República da Irlanda em competições internacionais. É gerida pela Basketball Ireland com sede em Dublin filiada à FIBA desde 1947.
Os irlandeses que frequentam as divisões inferiores na Europa e torneios classificatórios, conquistaram a medalha de ouro no Torneio Europeu de Promoção de 1994 em final disputada com o Chipre em Dublin e a medalha de prata no Torneio Europeu de Promoção de 1988 após derrota para a Islândia.

## Ligações Externas
- Sítio Oficial do Basketball Ireland
- Página Oficial do Basketball Ireland no Twitter